# Sharadanadi
Sharadanadi o Anakapalli és un riu del districte de Visakhapatnam a Andhra Pradesh. Neix a les muntanyes Madgula i corre en direcció sud-oest; passa per Anakapalli i Kasimkota, i desemboca a la badia de Bengala a la vora de la població de Wattada. La seva aigua es fa servir per regar. El seu curs és de 72 km.